# Xylopia macrantha
Xylopia macrantha este o specie de plante angiosperme din genul Xylopia, familia Annonaceae, descrisă de José Jéronimo Triana și Jules Émile Planchon. Conform Catalogue of Life specia Xylopia macrantha nu are subspecii cunoscute.